# Elebits
『Elebits』（エレビッツ）は、2006年12月2日にコナミデジタルエンタテインメントから発売されたWii用ゲームソフト。Wiiのローンチタイトルの一つである。なお、欧州と豪州ではEledeesと言うタイトルに変更されている。
絵本仕立てでストーリーが進行する。
続編として、2008年12月11日にニンテンドーDS用ソフト『エレビッツ カイとゼロの不思議な旅』が発売された。

## 概要
ジャンルは「みつけてつかまえアクション」と表記されているが、実質的なジャンルはファーストパーソン・シューティングゲーム（FPS）である。
ステージ内に隠れている「エレビッツ」と呼ばれる生き物を捕まえると電力（W＝ワット）が貯まるので、制限時間内に規定の電力まで貯めればクリア。
Wiiリモコンでステージ内にある各オブジェクト（家具や蛇口など）に向けて、AまたはBボタンを押すことにより光線を発射し、押している間はそのオブジェクトを掴む。掴んでいる間は、Wiiリモコンを振ったり、捻ったりするなど、動かすことによって、掴んでいるオブジェクトを動かすことができる。エレビッツにWiiリモコンを向けてボタンを押すと、エレビッツを捕まえることができる。
そのほかとして、ステージ内にオブジェクトを自由に配置し、フレンドコードで登録された人に配信することができる「エディットモード」、多人数で遊べる「マルチプレイモード」がある。
イラストはつくしあきひと。

## 登場人物
カイ（主人公）
声 - 仙台エリ
小学校に通う四年生の男の子。ＴＶの戦隊ヒーローの大ファン。いつかは忙しいパパとママに遊園地でやっているヒーローショーに連れていってほしいと思っている。幼いころからエレビッツだらけの中で生活してきたが、パパとママを忙しくさせているエレビッツが大嫌い。
エド（パパ）
声 - 松本大
エレビッツ研究の世界的な学者。世紀の大発明とされる「キャプチャーガン」はエド博士が生み出したもの。かなりのエレビッツ愛好家としても有名。
アナ（ママ）
声 - 大浦冬華
絵本を描くことが趣味のエレビッツ学者。エド博士と共に「キャプチャーガン」を製品化させ、世界中から高い評価を受けている。仕事や趣味に没頭してカイの相手をあまりできないことをいつも気にしている。

## アイテム
キャプチャーガン
エレビッツを捕まえるために必要なもの。今作のキーアイテム。
エド博士が発明したものでカイはエレビッツを素手で捕まえることを嫌ってこの銃を愛用する。

## その他のアイテム
ステージ中に配置されており、プレイヤーがエレビッツを捕まえるための補助をするもの。何かにぶつけることで使用可能になる。
電磁パルスボール
使用すると範囲内のエレビッツを気絶させることが出来る。
パニックを起こしているエレビッツに使うといいだろう。
エレビッツクッキー
エレビッツが大好きなクッキー。使用するとクッキーにエレビッツがわらわら寄ってくる。
ホーミングレーザー
複数のエレビッツを捕まえることが出来る。
エレビッツに照準を合せるだけで良いので、物破壊禁止ステージでは重宝する。
エレビッツレーダー
エレビッツ、アイテム、通電物をレーダーで見ることが出来る。緑がエレビッツ、赤がアイテム、黄が通電物を表す。
ノイズキャンセラー
使用すると、一定時間いくら大きな音を出しても大丈夫になるアイテム。
音禁止ステージでは重宝する。
バキュームレーザー
エレビッツを吸い込む強力なレーザー。通電物、仕掛けなどもかざすだけで作動する。
物破壊禁止ステージでは使うのを控えたほうが良い。
キャプチャーパワーアップ
キャプキャーガンのパワーが上がり、重い物を持ち上げられるようになる。
シールド
エレビッツの攻撃（大砲、戦車などの弾を発射）を一定時間防ぐことが出来る。
後半はエレビッツによく攻撃されるので、シールドを使うタイミングが重要になる。
アイテムボックス
上記8つのアイテムのうちいずれかが入っている。中は壊してみないと分からない。

## エレビッツの種類
エレビッツには14の種類が存在する。
グリーンエレビッツ
体長10～20cm 体重50～100g
この世界で最も古くから人と共存するエレビッツ。のんびり屋で歌と甘い物が好き。特にクッキーに目が無い。
最も基本的なエレビッツで、逃げても足が遅い為すぐに捕まえられる。
レッドエレビッツ
体長10～20cm 体重40～90g
臆病で泣き虫なエレビッツ。逃げ足も非常に速く、驚くとすぐに何かの下に隠れようとする。
グリーンエレビッツ同様、最初のステージから出てくるエレビッツ。しかし、グリーンエレビッツに比べると動きが速く、警報を鳴らして他のエレビッツまで逃げ出してしまうことがある。
ブルーエレビッツ
体長15～25cm 体重80～150g
足がとにかく速いエレビッツ。文字通り逃げる際に周囲を煙に巻いて、あっという間に消えてしまう。せっかちな性格。
逃げ足の速さはエレビッツの中でも1, 2位を争うほど速い。特に煙で消えられると見つけるのに時間がかかってしまう。
オレンジエレビッツ
体長5～17cm（耳を広げると20～35cm） 体重40～80g
長い耳を広げて空を飛ぶことができる。地面にいる時は穏やかだが、飛ぶと荒っぽい性格に。
飛行スピードが速い為、空を飛ばれると捕まえるのに時間がかかってしまう。
イエローエレビッツ（小）
体長5～15cm 体重30～70g
普段は温厚だが、周囲のエレビッツと合体して大きくなる能力を持つ。
物をどかしたりなど、発見された時に高い確率で合体しようとする。
イエローエレビッツ（大）
体長40～70cm 体重500～2000g
合体後は何故かやんちゃな性格に。イタズラが好きで、周囲の物を投げてくる。
合体した後は何度も地面や壁に叩きつけたり、物をぶつけたりして解除しないと捕まえられない。
グレイエレビッツ
体長15～30cm 体重80～200g
通常に見ることの出来るエレビッツの中でも、最も能力が高い。ストイックな性格。
光の弾で攻撃してきたり、バリアを張りながら移動したりする。
ピンクエレビッツ
体長不明 体重不明
幻のエレビッツと呼ばれ、捕まえると幸運が訪れると呼ばれている。
捕まえるとスコアアタック・チャレンジミッション・エターナルミッションのいずれかを遊ぶことが出来る。
しかし見つけるのが難しく、特に三匹目は一匹目と二匹目を捕まえ、特定の条件を満たさないと出現しない。
ブラックエレビッツ
体長不明 体重不明
キャプチャーガンで捕まえることが出来ないエレビッツ。
とても人懐っこく、標準についてまわるので慣れていないと誤射することが多い。
また余談だが、エレビッツクッキーには反応せず、ホーミングレーザーも反応しない。
ボスブラックエレビッツ
体長不明 体重不明
ブラックエレビッツ同様,捕まえることが出来ないエレビッツ。怒りっぽい性格で、騒音をたてると出現する。
しかし、人間を見ると怒りを忘れ付きまとってくるが、キャプチャーガンで撃たれるとまた怒って何処かに行ってしまう。
ブラックエレビッツより体が大きい為誤射しやすい。大きな物を動かす時には注意が必要。またキャプチャーガンで打つと耐久力が50パーセント減ってしまう。
パワーエレビッツ
体長・体重はグリーンエレビッツと同じ。
グリーンエレビッツが発電モードになると体の色が黄色くなる。
通電物から出現し、電気を纏っているのか近くにいるとバチバチと音がする。
捕まえてもW数は増えないがキャプチャーガンのパワーをあげるためにはこのエレビッツを捕まえることが必須である。
ハイパワーエレビッツ
体長・体重はグリーンエレビッツと同じ。
普通のグリーンエレビッツよりも、強い発電力を持つエレビッツ。
ハイパワーエレビッツは発電モードになると黄色ではなく、濃いピンク色になる。
しかし、普段は見分けがつかないのがハイパワーエレビッツの謎。
カラかぶりエレビッツ（小）
体長不明 体重不明
ランドエレビット戦のみ出現。見た目は弱そうだが光の弾で攻撃してくる。
ツリーオーナメントに引き寄せられたイエローエレビッツの姿で、頭のカラは結構気に入っているらしい。
キャプチャーガンで一回撃つと消滅する。
カラかぶりエレビッツ（大）
体長不明 体重不明
ランドエレビット戦のみ出現。カラかぶりエレビッツ（小）同様、光の弾で攻撃してくる。
イエローエレビッツがツリーオーナメントに吸い込まれた際、集団で入ってしまいこの姿になった。頭のカラには気付いていない。
キャプチャーガンで三回撃つと消滅する。

## ステージボス
強力な外部エネルギーによって、エレビッツが暴走した姿。暴走時にはエレビッツとは思えないほどの高い能力を持ち、元に戻ると暴走時の記憶は無くなる。
シーエレビット
ブルーエレビッツが暴走した姿。分身能力を持つ。
ミッション7に出現する。初めてのボスエレビット。
ブルーエレビッツ最大の特徴である速さがさらに強化され、目では捉えられないほどの速さになる。
分身はキャプチャーガンで撃つと半透明になり、もう一回撃つと泡になって消える。
スカイエレビット
オレンジエレビッツが暴走した姿。重力を操る力がさらに強大になり、竜巻を起こす能力も手に入れた。
ミッション17に出現する。周りにあるビットを引き剥がして破壊し、シールドを壊さないと攻撃も出来ない。
最初はオレンジエレビッツの塊（紫色の弾）を撃ってくるがシールドを破壊すると竜巻で攻撃してくる。
地面などに叩きつけてダメージを与えるが、一度に撃つ竜巻が徐々に増えてくる（最大3つ）。
ランドエレビット
イエローエレビッツが暴走した姿。ボスの中ではかなりデカイ。カラかぶりエレビッツを吸収するとさらに大きくなる。
ミッション23に出現する。突進攻撃をかわした後にしか持てない。
巨体の割にはスピードがあり、急いでかわさないと、当たってしまう。
光の弾（カラかぶりエレビッツ吸収後は火の玉）は、ツリーを盾にしてかわすことができる。
スカイエレビット同様、地面や壁に叩きつけてダメージを与えるのだが、持てる状況が限られている為長期戦になりかねない。
ゼロ・エレビット
この騒動の原因であり、世界にこの一体しか確認されていないエレビット。
ミッション29に出現する。
攻撃が多彩で盾になるような物が無いため、移動で攻撃をかわすしかない（突進攻撃のみ物で防げる）。
吸収したエレビッツの能力を、自分の物にする能力を持つ。
周りの物をぶつけるとダメージを与えられ、吸収していたエレビッツも出現する。
エレビッツはキャプチャーしておかないと、また吸収されてしまう。

## エレビッツとW数の関係
エレビッツは種類や捕まえた時の状態によって獲得W数が異なる。ちなみに捕まえた時の泡の色でもW数はおおよそ分かる。
赤（パニック）
パニックはプレイヤーから逃げ回っている時。W数は少ない。
無色（注意）
注意はプレイヤーに発見された時。W数は標準。
青（リラックス）
リラックスは眠っていたり周りをきょろきょろしている時。W数は多い。
下の表はエレビッツの状態と種類によって獲得できるW数の表である。
その他の特殊な状態
歌う
頭の上に音符が出ている状態。これはリラックスに値する。
ぺらぺら
物などにつぶされて、ぺらぺらになった状態。W数は標準。
気絶
電磁パルスボールにより気絶した状態。W数は標準。

## 音楽
テーマソング「The Smile of You」や大部分のBGMは、サウンドディレクター佐藤直之の作品。またコナミお客様センターの保留音にも、同曲が使用された。佐藤以外にも、導入部のBGMを山根ミチルが担当している。

### コナミの他作品とのコラボレーション
2007年に稼動した音楽ゲーム『beatmania IIDX 14 GOLD』には、佐藤の別名義「猫叉Master」の作品として「The Smile of You」のオリジナル版（英詞）が収録されている（この英語版は『Elebits』のサウンドトラックCDにも収録）。
後に、『IIDX』と同じBEMANIシリーズの『pop'n music 17 THE MOVIE』（2009年稼動）にも、上記の「The Smile of You」とニンテンドーDS版『エレビッツ 〜カイとゼロの不思議な旅〜』のテーマソング「Infinity Of Our Love」が共に収録され、楽曲の担当およびプレイヤーキャラクターとして「カイ&ゼロ」が登場した。また、同作の隠しオジャマとして、ポップ君の代わりにエレビッツが降ってくるオジャマ「エレビッツ」も登場した。
2009年に稼働開始した同社のメダルゲームである『GRAND CROSS PREMIUM』（GRAND CROSSシリーズ2作目）とその続編の『GRAND CROSS CHRONICLE』では、ジャックポット獲得時のゲストムービーの一つとして「The Smile Of  You」とエレビッツのムービーが収録されており、ジャックポット獲得時に流れることがある。